# Förjäsbara sockerarter
Förjäsbara sockerarter är de sockerarter som jäst kan använda som energikälla, och som omvandlas till etanol och koldioxid.
Under en öljäsning är de viktigaste av S. cerevisiaes förjäsbara sockerarter glukos, fruktos, sackaros, maltos samt maltotrios.
Jästen konsumerar normalt sockerarterna i en viss ordning. Den föredragna sockerarten är glukos. Nivån av glukos i omgivningen hämmar en rad andra enzymsystem som bland annat rör konsumtion av de andra sockerarterna och den respiratoriska energiproduktionen. Den innebär bland annat att jästen inte konsumerar någon maltos, så länge det finns tillräckligt höga nivåer av glukos kvar i omgivningen (vörten vid ölbryggning). 
Den sockerart som normal konsumeras sist i en öljäsning är maltotrios. Det är också i huvudsak rester av denna sockerart finns kvar som rester av det förjäsbara sockret efter jäsningen, lite beroende på jäsbetingelserna samt jäststam. Det finns vissa variationer mellan alla jäststammar hur de hanterar de olika sockerarterna under olika stressförhållanden.
Dextriner är ej förjäsbara sockerarter, och finns kvar i ölen efter avslutat jäsning, och bidrar till ölens fyllighet.